# Abraão Gourgel
Abraão Pio dos Santos Gourgel (nascido em 11 de novembro de 1961) é um economista angolano. 
Gourgel estudou economia pela Universidade de Economia de Berlim na Alemanha Oriental, especializando-se em economia social.
Gourgel assumiu o cargo de Governador do Banco Nacional de Angola em abril de 2009, substituindo Amadeu de Jesus Castelhano Maurício. Em outubro de 2010 foi nomeado Ministério da Economia e Planeamento, cargo que ocupou até 2017. Em 2021, foi nomeado presidente do conselho de administração do Banco Yetu, para o período de 2021 a 2023.